# Adirampattinam
 (aout 2025).
Adiramapattinam (tamoul : அதிராம்பட்டினம் ) est une ville dans le district de Tanjavûr dans l'État indien du Tamil Nadu.

## Démographie
Au recensement de 2001 la population de l'Inde, Adirampattinam a une population de 77697. Les hommes constituent 47,72 % (35 215) de la population et les femmes 52,27 % (41 479). Adiramapattinam a un taux moyen d'alphabétisation des 69,24 %. Les enfants de moins de 6 ans représentent 13,31 % de la population. L'islam est la religion principale avec une estimation de 83 % de la population étant musulmane - la plupart appartenant à l'ethnie et de la communauté Marakkar Labbay.

## Économie
Traditionnellement Adiraites (natifs de Adirampattinam) sont une communauté commerciale. Auparavant, la communauté a été largement engagée dans le commerce par les bateaux des pays (en tamoul, il est appelé Marakkalam) à Sri Lanka voisin, la Birmanie, la Malaisie et Singapour. Ceux qui ont navigué sur le Marakkalam (bateau de pays) ont été appelés Marakkalarayar et donc, le nom Maraikayar évolué.
Dans l'ère pré-indépendante de la communauté a fui vers les pays voisins pour faire des affaires lucratives. Le boom pétrolier ouvert de nouvelles perspectives et en fin des années 1970 Adiraites sont allés aux pays arabes dans la péninsule Arabique pour la recherche de pâturages plus verts.
À l'heure actuelle, l'économie locale dépend en grande partie sur les envois de fonds des migrants dans les pays étrangers en particulier dans le Moyen-Orient. L'agriculture est la deuxième plus importante source de revenus pour les habitants de la ville et de noix de coco est la culture principale suivie par paddy et autres cultures. D'affaires domestique est la source de revenus pour un nombre important de nombre de familles.Le Adiraites qui travaillent à Chennai et engagé dans les affaires il est en augmentation.

## Transports et communications
Cette ville est bien reliée par la route et le rail avec les grandes villes dans le Tamil Nadu. Le East Coast Road (ECR) de Chennai à Kanyakumari relie cette ville ainsi. Services de bus réguliers sont disponibles à la ville voisine, Pattukkottai. Il y a 14 autobus privés omni gère les services de nuit quotidiens pour les passagers ainsi que le fret à destination de Chennai, en plus avec la propriété de l'État SETC services réguliers de voyageurs.
Adirampattinam a une station de chemin de fer de son propre. Les services de train de la ville sont devenus moins populaires et moins fréquents que la conversion de jauge (jauge de mètre à jauge large) se déroule sur le tronçon Karaikudi-Villupuram.
Le Tiruchirapalli est la plus proche de l'aéroport international, situé à environ 100 km de Adirampattinam.
Adirampattinam lui-même avait été un petit port pendant la période britannique. Le bâtiment de la douane ancienne près de la côte se présente comme un site historique dans Adirampattinam.